# نهائي كأس أوكرانيا 2000
نهائي كأس أوكرانيا 2000 هي المباراة النهائية من منافسة كأس أوكرانيا 1999–2000، أقيمت المباراة في 27 مايو 2000، في مجمع أولمبيسكي الوطني الرياضي، بين فريقي دينامو كييف، وكريفباس كريفي ريه ‏، وفاز فيها دينامو كييف، بعد أن هزم كريفباس كريفي ريه ‏، بنتيجة 1 - 0، وحضر المباراة 45500 شخصاً.

## تفاصيل المباراة
لعبت المباراة النهائية في 27 مايو 2000.
| دينامو كييف | 1 -0 | كريفباس كريفي ريه ‏ |
| ----------- | ---- | ------------------ |
|             |      |                    |